# Translatif
En linguistique, le translatif est un cas grammatical présent dans certaines langues qui exprime le résultat d'un processus de transformation.
Ainsi, le translatif existe en finnois (langue agglutinante) où il se construit avec le suffixe -ksi. Du fait de son sens, ce cas s'utilise  fréquemment avec le verbe tulla, « devenir », comme dans l'exemple suivant :
Tulin sairaaksi (« Je suis devenu [tombé(e)] malade »)
On le trouve dans d'autres emplois, comme les demandes de termes étrangers :
Mitä on ranskaksi « kissa » ? (« Comment est « vers le français » [translatif] « kissa » ? »)
soit plus correctement « Comment dit-on « kissa » en français ? » (la réponse étant « chat »). Précisons aussi que le translatif a d'autres emplois spécifiques plus éloignés de cette valeur première dans les grammaires des langues qui en possèdent un.
Autre exemple, en estonien :
nominatif : ilus tüdruk (« la jolie fille », état) → translatif : ilusa-ks tüdruku-ks (« en jolie fille », transformation).